# Landtagswahlkreis Oberhavel II
Der Wahlkreis Oberhavel II (Wahlkreis 8) ist ein Landtagswahlkreis in Brandenburg. Er umfasst die Stadt Hohen Neuendorf und die Gemeinden Mühlenbecker Land, Birkenwerder und Glienicke/Nordbahn, die im Landkreis Oberhavel liegen. Wahlberechtigt waren bei der letzten Landtagswahl 50.689 Einwohner.

Zur Landtagswahl 2014 wurde die Stadt Velten dem Landtagswahlkreis Oberhavel I (Wahlkreis 7) zugeteilt.

## Landtagswahl 2024
Bei der Landtagswahl 2024 wurde Benjamin Grimm als Direktkandidat gewählt. ie weiteren Ergebnisse:
| Nachweisung        | Nachweisung               | Erst- stimmen | Erst- stimmen | Zweit- stimmen | Zweit- stimmen |
| Bewerber           | Partei                    | Anzahl        | %             | Anzahl         | %              |
| ------------------ | ------------------------- | ------------- | ------------- | -------------- | -------------- |
| Wahlberechtigte    |                           | 51.556        | -             |                |                |
| Wählende           |                           | 40.564        | 78,7 %        |                |                |
| Ungültige Stimmen  |                           | 454           | 1,1 %         | 253            | 0,6 %          |
| Gültige Stimmen    |                           | 40.110        | 98,9 %        | 40.311         | 99,4 %         |
| Benjamin Grimm     | SPD                       | 14.824        | 37,0 %        | 13.853         | 34,4 %         |
| Yvonne Prause      | AfD                       | 9.321         | 23,2 %        | 8.497          | 21,1 %         |
| Florian Hübner     | CDU                       | 8.843         | 22,0 %        | 7.073          | 17,5 %         |
| Thomas von Gizycki | GRÜNE                     | 2.151         | 5,4 %         | 2.607          | 6,5 %          |
| Patrizia Usée      | Die Linke                 | 1.433         | 3,6 %         | 918            | 2,3 %          |
| Werner Lindenberg  | BVB/FW                    | 1.789         | 4,5 %         | 673            | 1,7 %          |
| Ralf Tiedemann     | FDP                       | 755           | 1,9 %         | 551            | 1,4 %          |
| –                  | Tierschutzpartei          | -             | -             | 944            | 2,3 %          |
| Thomas Bennühr     | Plus (Piraten, ÖDP, Volt) | 994           | 2,5 %         | 583            | 1,4 %          |
| –                  | BSW                       | -             | -             | 4.326          | 10,7 %         |
| –                  | III. Weg                  | -             | -             | 29             | 0,1 %          |
| –                  | DKP                       | -             | -             | 21             | 0,1 %          |
| –                  | DLW                       | -             | -             | 96             | 0,2 %          |
| –                  | WU                        | -             | -             | 140            | 0,3 %          |

## Landtagswahl 2019
Bei der Landtagswahl 2019 wurde Inka Gossmann-Reetz als Direktkandidatin gewählt. Sie legte das Mandat im März 2023 nieder.
Die weiteren Ergebnisse:
| Direktkandidat      | Partei           | Erststimmen in % | Zweitstimmen in % |
| ------------------- | ---------------- | ---------------- | ----------------- |
| Inka Gossmann-Reetz | SPD              | 24,1             | 24,8              |
| Rogar Pautz         | CDU              | 20,9             | 18,5              |
| Vadim Reimer        | Die Linke        | 8,1              | 8,2               |
| Daniela Oeynhausen  | AfD              | 17,7             | 17,4              |
| Julia Schmidt       | GRÜNE            | 17,7             | 17,8              |
| Werner Lindenberg   | BVB/FW           | 4,4              | 3,5               |
| Thomas Bennühr      | PIRATEN          | 1,2              | 0,9               |
| Jörg Rathmer        | FDP              | 4,0              | 4,6               |
| –                   | ÖDP              | –                | 0,6               |
| –                   | Tierschutzpartei | –                | 3,6               |
| –                   | V-Partei³        | –                | 0,2               |
| Jessica Schulz      | Die PARTEI       | 2,0              | –                 |

## Landtagswahl 2014
Bei der Landtagswahl 2014 wurde Inka Gossmann-Reetz als Direktkandidatin gewählt.
Die weiteren Ergebnisse:
| Direktkandidat      | Partei    | Erststimmen in % | Zweitstimmen in % |
| ------------------- | --------- | ---------------- | ----------------- |
| Inka Gossmann-Reetz | SPD       | 30,1             | 29,6              |
| Lukas Lüdtke        | Die Linke | 16,1             | 15,2              |
| Michael Heider      | CDU       | 28,8             | 25,9              |
| Karsten Wundermann  | GRÜNE     | 9,4              | 10,6              |
| Florian Wöhrle      | FDP       | 2,0              | 2,0               |
|                     | NPD       |                  | 1,2               |
| Werner Lindenberg   | BVB/FW    | 2,9              | 1,6               |
|                     | REP       |                  | 0,1               |
|                     | DKP       |                  | 0,2               |
| Daniel Friese       | AfD       | 10,6             | 11,9              |
|                     | PIRATEN   |                  | 1,7               |

## Landtagswahl 2009
Bei der Landtagswahl 2009 wurde Alwin Ziel im Wahlkreis direkt gewählt.
Die weiteren Wahlkreisergebnisse:
| Direktkandidat    | Partei              | Erststimmen in % | Zweitstimmen in % |
| ----------------- | ------------------- | ---------------- | ----------------- |
| Alwin Ziel        | SPD                 | 29,4             | 31,1              |
| Peter Ligner      | Die Linke           | 22,0             | 20,3              |
| Astrid Gerisch    | CDU                 | 28,0             | 23,3              |
| -                 | DVU                 | -                | 00,7              |
| Christian Goetjes | GRÜNE               | 08,6             | 09,5              |
| Helmuth Reitmayer | FDP                 | 07,2             | 09,7              |
| -                 | 50 Plus             | -                | 00,5              |
| -                 | DKP                 | -                | 00,1              |
| -                 | REP                 | -                | 00,3              |
| -                 | Die-Volksinitiative | -                | 00,3              |
| Reimar Leibner    | NPD                 | 02,6             | 02,2              |
| -                 | RRP                 | -                | 00,4              |
| Werner Lindenberg | Freie Wähler        | 02,2             | 01,6              |

## Landtagswahl 2004
Die Landtagswahl 2004 hatte folgendes Ergebnis:
| Direktkandidat        | Partei          | Erststimmen in % | Zweitstimmen in % |
| --------------------- | --------------- | ---------------- | ----------------- |
| Alwin Ziel            | SPD             | 31,7             | 31,7              |
| Milutin Stefanov      | CDU             | 24,7             | 22,9              |
| Peter Ligner          | PDS             | 25,3             | 21,9              |
| –                     | DVU             | –                | 04,9              |
| Thomas von Gizycki    | GRÜNE           | 08,1             | 07,4              |
| Hans Günther Oberlack | FDP             | 05,1             | 04,2              |
| –                     | AUB-Brandenburg | –                | 00,3              |
| –                     | JA              | –                | 00,2              |
| Knut Pawlak           | AfW             | 02,7             | 00,5              |
| –                     | DKP             | –                | 00,1              |
| –                     | GRAUE           | –                | 01,4              |
| –                     | FAMILIE         | –                | 02,2              |
| –                     | 50 Plus         | –                | 01,3              |
| Frank Röchert         | Offensive D     | 02,4             | 00,5              |
| –                     | BRB             | –                | 00,3              |